# Troika del NKVD

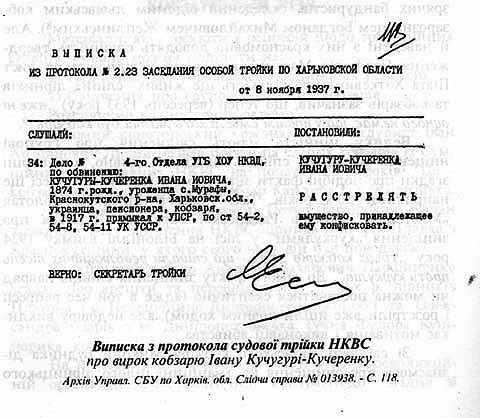
Orden de fusilamiento del kobzar ciego Iván Kuchuhura-Kucherenko, 1937

La Troika del NKVD (en ruso: особая тройка НКВД) eran comisiones de tres personas que servían como instrumento para la ejecución extrajudicial (внесудебная расправа, внесудебное преследование), que se constituyó como un suplemento al sistema legal para facilitar y acelerar la represión política. Empezó como un órgano de la Cheka, y luego se destacó nuevamente en el NKVD, cuando fue usado durante el periodo de la Gran Purga en la Unión Soviética. En ruso, la palabra troika literalmente significa ‘grupo de tres’ o ‘triunvirato’.